# 타카스기 마히로
타카스기 마히로(일본어: 高杉 真宙 たかすぎ まひろ[*], 1996년 7월 4일 ~ )는 일본의 배우이다.
후쿠오카현 출신. POSTERS 1인 기획사 소속.

## 내력
쿠마모토 현에서 열린 불꽃놀이에서 여자 아이로 오해받아 스카우트된 것이 계기로, 연예계 데뷔.
2009년, 무대 《에브리 리틀 씽 '09》로 배우 데뷔.
2010년, 《한지로》로 영화 첫 출연.
2012년, 《쿼르테트!》로 영화 첫 주연.

## 수상
- 제36회 요코하마 영화제 최우수 신인상 (《본 린》)
- 제 9 회 TAMA 영화상 최우수 신진 연상 수상 2017
- 제 72 회 마이니치 영화 콩쿨 스포니치 그랑프리 신인상 수상 (2018.02.15) - 산책하는 침략자

## 출연

### 드라마
- 특상 카바치!! 제4화 (2010년 2월 7일, TBS)
- 사다 마사시 드라마 스페셜 고향~딸의 여행~ (2011년 7월 5일, 후지 TV)
- 드라마 W 스페셜 가쿠 (2012년 1월 1일, WOWOW) - 카자마 가쿠 역
- 13세의 헬로 워크 (2012년 1월 ~ 3월, TV 아사히) - 오카지마 마사토 역
- 대하드라마 타이라노 키요모리 (2012년, NHK) - 코우사기마루 역
- 고교입시 (2012년 10월 ~ 12월, 후지 TV) - 마츠시마 토쿠마 역
- 나비장에 어서 오세요 제4화 (2012년 11월 17일, NHK BS 프리미엄) - 미나토야 카오루 역
- 35세의 고교생 (2013년 4월 ~ 6월, 닛폰 TV) - 아즈마 렌 역
- 가로-GARO- ~어둠을 비추는 자~ 제10화 (2013년 6월 7일, TV 도쿄) - 츠보이 히로키 역
- 가면라이더 가이무 (2013년 10월 ~ 2014년 9월, TV 아사히) - 쿠레시마 미츠자네/가면라이더 류겐 (목소리)/가면라이더 잔게츠·신/가면라이더 류겐·요미 역
- 열차전대 토큐저VS가면라이더 가이무 봄 방학 합체 스페셜 (2014년 3월 30일, TV 아사히) - 쿠레시마 미츠자네/가면라이더 류겐 (목소리) 역
- 고스트라이터 (2015년 1월 ~ 3월, 후지 TV) - 토오노 타이키 역
- 경부보·스기야마 신타로~키치죠지 사건 파일 제2화 (2015년 1월 19일, TBS) - 나가야마 나오키 역
- 내일도 반드시, 맛있는 밥~은스푼~ (2015년 6월 ~ 7월, 토카이 TV) - 주연·하야카와 리츠 역
- 오모테산도 고교 합창부! (2015년 7월 ~ 9월, TBS) - 미야자키 타스쿠 역
- 임상범죄학자 히무라 히데오의 추리 제1화 (2016년 1월 17일, 닛폰 TV) - 오오와다 에이지 역
- 스미카 스미레 (2016년 2월 ~ 3월, TV 아사히) - 아마노 케이와 역
- 뻐꾸기 알은 누구의 것인가 (2016년 3월 ~ 5월, WOWOW) - 싱고 역
- 세토우츠미 (セトウツミ) (2017.10.13 ~ 2017.12.22 일본 TV도쿄 11부작) - 주연 우츠미 역
- 카케구루이 (賭ケグルイ) (2018.01.14 ~ 2018.03.19 일본MBS 10부작) - 주연 스즈키 료타 역
- 몬테크리스토백작-화려한 복수-(モンテ・クリスト伯 ―華麗なる復讐―) (2018.04.19~2018.06.14 일본후지TV 9부작) - 모리오 신이치로 역

### 영화
- 한지로 (2010년, 피즈 인터내셔널) - 이치키 신노스케 역
- 오오쿠 (2010년, 쇼치쿠/아스믹 에이스) - 코쇼 역
- 쿼르테트! (2012년, 쇼치쿠) - 주연·나가에 카이 역
- 헤이세이 가면라이더 시리즈 (토에이) - 쿠레시마 미츠자네/가면라이더 류겐 (목소리) 역
  - 가면라이더×가면라이더 가이무&위저드 천하를 가르는 전국 MOVIE 대합전 (2013년)
  - 헤이세이 라이더 대 쇼와 라이더 가면라이더 대전 feat.수퍼 전대 (2014년)
  - 극장판 가면라이더 가이무 사커 대결전! 황금의 과실 쟁탈배! (2014년)
  - 가면라이더×가면 라이더 드라이브&가이무 MOVIE 대전 풀 스로틀 (2014년)
- 갈증. (2014년, 가가) - 마츠나가 야스히로 역
- 본 린 (2014년, Fulmotelmo/코피아포아 필름) - 주연·린 역
- 생각 그림자 ( 오모칵게 想影(おもかげ) 2016년) - 주연· 사카이 다이스케 역 - 단편영화
- P와 JK (2017년, 쇼치쿠) - 오오카미 헤이스케 역
- 토리걸! (2017년, 쇼게이트) - 타카하시 케이 역
- 역광 시절 (2017년) - 주연
- ReLIFE (2017년, 쇼치쿠) - 오오가 카즈오미 역
- 산책하는 침략자(Before We Vanish, 散歩する侵略者) (2017년) - 조연 : 아마노 역
- 프린서플 사랑하는 나는 히로인 입니까? (2018.03.03 일본개봉) - 주연
- 무지개빛 데이즈 (虹色デイズ, 2018) - 주연 나오메 츠요시 역
- 네가 너로 너다 (君が君で君だ, 2018) - 출연
- 세상에서 가장 긴 사진(世界でいちばん長い写真, The Longest Picture In The World, 2018) -주연
- 너의 췌장을 먹고 싶어 (君の膵臓をたべたい, I want to eat your pancreas, 2018 .10 개봉예정) - 애니메이션 주연 나 역
- 갱스 (ギャングース,2018) -주연
- 열두 명의 죽고 싶은 아이들 (十二人の死にたい子どもたち,2018) -주연
- 극장판 카케구루이2: 절체절명의 러시안 룰렛 (映画 賭ケグルイ 絶体絶命ロシアンルーレット,2021) -주연 스즈이 료타
- 도쿄 리벤저스2 전편 '운명' (東京リベンジャーズ2 血のハロウィン編 -運命-,2023) - 마츠노 치후유 역
- 도쿄 리벤저스2 전편 '결전'

### 무대
- 에브리 리틀 씽 '09 (2009년)
- 아아, 타바루자카 (2010년)
- 츠바키, 시간 도약 (2010년)
- 잔 다르크 (2010년)
- 사토미 팔견전 (2012년) - 후사하치 역
- 사토미 팔견전 (2014년) - 이누에 신베에 마사시 역
- TRUMP (2015년) - 주연
- 어둠 사냥꾼 (2016년) - 주연·하자마 타케시 역

### CM
- 넥슨 〈메이플 스토리〉 (2010년 1월 ~ 2011년 1월)
- P&G 〈페브리즈〉 (2012년 3월 ~ )
- 레오 팰리스 21 학생 할인 편 (2014년 10월 ~ 2015년 10월)
- 부르봉 (2015년 1월 ~ )
- 아디다스 〈adidas bag〉 이미지 캐릭터 (2016년 3월 ~ )

### MV
- 나오토 인티 레이미 〈Overflows~말로 표현할 수 없어서~〉 (2016년)

## 서적

### 사진집
- 타카스기 마히로 Photo Collection METAMORPHOSIS (2015년 7월 3일, 토쿠마 쇼텐)
- 비주얼 북 「타카 스기 마히로 ~ 히로 산책 ~」(2016/11/4 토 쿠마 서점)
- 2nd 사진집 「20/7」발매 ( 2017/7/1 와니 북스)